# Pyritaraneidae
Pyritaraneidae Petrunkevitch, 1953 è una famiglia di ragni fossili del sottordine Mesothelae.

## Distribuzione
Si tratta di una famiglia estinta di ragni le cui specie ad oggi note sono state scoperte nella Repubblica Ceca, in Inghilterra ed in Ungheria. Esse risalgono al periodo Carbonifero.

## Tassonomia
A febbraio 2015, di questa famiglia fossile sono noti due generi:
- Dinopilio Frič, 1904 †, Carbonifero
- Pyritaranea Frič, 1901 †, Carbonifero